# Bert-Inge Hogsved
Bert-Inge Allan Hogsved, född 27 februari 1944 i Malmö, är en svensk civilingenjör och civilekonom, entreprenör och företagsledare. Han grundade år 1980 programvaruföretaget Hogia, nu en koncern med verksamhet i Sverige, Finland, Norge och Storbritannien. Bert-Inge Hogsved är företagets huvudägare och är verkställande direktör för Hogia-gruppen.

## Biografi
Hogsved arbetade vid Unifos Kemi i Stenungsund när han sommaren 1978 köpte en Imsai 8080-dator från Jan Nilsson på Hobby Data i Malmö. Hustrun Åse drev då en bokföringsbyrå, för vilken Hogsved på sin fritid började utveckla en redovisningsprogramvara från grunden. När han 1980 lämnade sin anställning vid Unifos blev denna programvara grunden för hans nystartade Hogia.
Han var styrelsemedlem i Chalmers tekniska högskola AB 1994-2007 och är sedan 2005 medlem av styrelsen i Swedish ICT Research AB.
Hogsved har författat boken ”Klyv företagen!” (1996) och i januari 2007 förlänades han H.M.Konungens medalj i 8:e storleken i Serafimerordens band "för betydelsefulla insatser som entreprenör och företagsledare".
Sedan 2018 har Bert-Inge Hogsved och hustrun Åse varit i konflikt med sönerna Johan och Markus Hogsved om ägandet av Hogia, vilket har fått medial uppmärksamhet.

## Utmärkelser
- 1987  Kunglig Hovleverantör
- 1988  Årets Tjänsteföretag
- 1995  Kungliga Patriotiska Sällskapets Guldmedalj "för gagnerik gärning i svenskt näringsliv"
- 2000  Gustaf Dalénmedaljen "för förtjänstfull verksamhet som bygger på Chalmers kompetensområden"
- 2007  H M Konungens Medalj i 8:e storleken i Serafimerordens band "för betydelsefulla insatser som entreprenör och företagsledare"
- 2008  Chalmers Guldmedalj